# 少女小説
少女小説（しょうじょしょうせつ）とは、少女を読者対象として想定して書かれた小説作品のこと。児童文学の1ジャンルともされ、英米文学の領域においては家庭小説と呼ばれることが多い。少女趣味の小説。日本において少女向けの雑誌・レーベルより発表された作品を指すことが多い。
同義語として、少女文学、少女文芸などがある。近年の日本の少女小説はライトノベルの一分野ととらえることもでき、少女向けライトノベルと呼ぶことがある。

## 少女小説の歴史

### 明治
1902年（明治35年）、日本初の少女向け雑誌『少女界』が創刊された。以降、1906年（明治39年）に『少女世界』、1908年（明治41年）に『少女の友』、1912年（明治45年）に『少女画報』、1923年（大正12年）に『少女倶楽部』と、明治・大正にかけて多くの少女向けの雑誌が創刊され、必然的にそれらの雑誌に少女向けの小説が掲載されることとなった。これが、少女小説の誕生である。

### 大正・昭和初期
大正時代に入ると少女向けの雑誌は隆盛を迎える。なかでも吉屋信子の小説と中原淳一の挿絵は少女たちから絶大な支持を獲得した。吉屋が1916年（大正5年）から『少女画報』に連載した「花物語」は、花をモチーフに少女たちの友愛を描き、7話完結の予定が8年間続くほどの人気を誇った作品である。本作は川端康成（中里恒子との共同執筆）の「乙女の港」など「エス」作品の原型となり、その影響は現代にまで及んでいる。
昭和に入ると、ベストセラーとなるほどの売れ行きを上げる少女小説が現れる｡横山美智子の「嵐の小夜曲（セレナーデ）」（昭和4年から5年、『少女の友』で連載）は実に54版もの重版を重ね､「講談社のビルはこの本のおかげで建った」といわれるほどの大ヒットとなった。
このような人気作品が生まれたことにより、少女小説というジャンルが確立されたといえよう。しかし少女小説に対する文学的な評価は低く、少女趣味に偏った小説、女子どもの読み物、といった見方が強かった。そのため、吉屋は少女小説の第一人者とされたにもかかわらず、1980年ごろにフェミニズムの観点から再評価されるまでは、少女小説家としての一面は軽視され、第二次世界大戦後の歴史小説などがもっぱら評価されていた。川端康成や与謝野晶子､吉川英治といった大家も少女小説を執筆しており、また挿絵も川端龍子や竹久夢二などの有名画家が手掛けていたことも事実であるが、彼らの少女小説での仕事に言及されることは少なく、日本近現代文学史の中の少女小説の位置づけは、いまだ定まっていない。

### 第二次世界大戦前
1938年（昭和13年）に「児童読物純化評定」が発表されると、少女向けの雑誌も戦時の出版統制を受けるようになった。誌面は軍事色を増し、それまでの少女趣味の読み物、挿絵は掲載されないようになる。よって少女小説の発表も途絶えることとなった。

### 戦前少女小説の特徴

#### 家族関係
当初は産んでくれた親に対する「孝」（忠孝の孝）が重視され、絶対服従が美談として賞賛された。父・兄は登場しない。大正に入ると婦人問題の高まりから少女の自我を描く悲惨な境遇の主人公が登場する小説が流行した。自身を愛さない親に対しては孝の義務はないが、愛してくれる親には（学校のために家を出るか出ないかなどの）孝と立身出世の対立が描かれた。1930年代に入ると孝はほとんど描かれず、父親も含めて家族から愛される少女が自己主張し芸術家として立身出世する物語が現れる。もっとも少年の場合こうした扱いは19世紀末から受けていたが。ところが戦時中になると少女に生まれた自主性が戦争に利用され、国家貢献をする少女が描かれるようになった。

### 第二次世界大戦後
第二次世界大戦が終わると、新しく少女向けの雑誌が創刊され、また戦前から発行されていた少女向けの雑誌が自由な誌面作りを許されるようになった。しかし戦後の少女向け雑誌は総合雑誌として内容が多面化し、小説のほか、芸能記事、おしゃれについての読み物、漫画などが掲載され、戦前の少女向け雑誌に比べ少女小説の掲載は減少してしまう。

### 昭和後期
1960年代終わり（昭和40年代中）の前ごろから少女漫画の人気にともない、少女総合雑誌は少女漫画誌に姿を変え、多くの少女漫画雑誌が出版された。そして少女漫画ブームが訪れる。少女小説が掲載されるのは『女学生の友』などのみとなっていった。
そこに1966年（昭和41年）、集英社がジュニア向けの小説誌『小説ジュニア』を創刊した。『小説ジュニア』は戦前の少女小説とは一線を画す10代の性や愛をテーマのひとつとした「ジュニア小説」をあつかい、このジャンルの小説誌の中心的存在となった。その文庫として1976年（昭和51年）集英社文庫コバルトシリーズを発刊する。少女向け小説誌『Cobalt』、少女向け文庫コバルト文庫の前身である。コバルト文庫の誕生には氷室冴子と新井素子の存在を欠くことはできない。
氷室と新井は1977年（昭和52年）にデビューすると、1980年（昭和55年）に氷室は学園もの「クララ白書」、新井はSF「星へ行く船」でそれぞれ人気を獲得している。2人の特徴は自身が若い女性であり、読者の同年代の少女たちを等身大の文体で活写し、それでいて物語はしっかりしていたことにある。女の子の一人称「あたし」で書き進められる新井の文体は一世を風靡し、現在の少女小説にも受け継がれている。その後もコバルト文庫は、久美沙織「丘の家のミッキー」、藤本ひとみ「まんが家マリナシリーズ」とヒット作を生み出し、少女小説の文庫として確固たる地位を築いた。
1987年（昭和62年）、講談社が少女小説の文庫X文庫ティーンズハートを発刊すると、少女小説ブームが訪れる。X文庫ティーンズハートの画期的な点は団塊ジュニアであるイチゴ世代に対する徹底的なマーケティングで、象徴的存在が花井愛子である。コピーライターとしてX文庫ティーンズハートの立ち上げから企画に関与していた花井は、独自の文体・物語・装幀を考案して少女の心をつかみ、総計200冊、2000万部を売り上げたと言われている。
ブームが嵩じるまで、コバルト文庫は「少女小説」として広報していたものの、一般には「ジュニア小説」とされることが多かった。花井愛子が積極的に取材に応じ、「少女小説」との発言を重ねたことにより、コバルト文庫を含めた「少女小説」の認知が広まった。

### 平成
少女小説ブームを担ったイチゴ世代が少女小説を卒業すると、少女小説ブームは終焉を迎えた。そんななかで目立ち始めたのがファンタジー作品である。少女小説ブームと入れ替わるように、1989年（平成元年）より若木未生「ハイスクール・オーラバスター」、1990年（平成2年）より桑原水菜「炎の蜃気楼」、1992年（平成4年）より小野不由美「十二国記」と、後の大人気シリーズが始まっている。少女小説におけるファンタジー作品は、舞台が異世界でも現代の少女が主人公であったり、超能力を持った人物が主人公でも舞台は現代の日本であるなど、読者である少女が共感しやすいように描かれている点では、それまでの等身大の少女を描いた少女小説と異ならない。これらのファンタジー作品の台頭は、後にライトノベルとしても評価されるようになる。
また1994年（平成6年）ごろ、男性同士の恋愛を描いた作品を掲載する漫画雑誌・小説誌が多数発行されるようになり、それまでJUNE、耽美と呼ばれていた作品が、ボーイズラブとして広く一般的に読まれるようになった。その流れは少女小説の雑誌・文庫にも波及し、恋愛小説としてのボーイズラブ作品が発表されるようになった（ボーイズラブにファンタジーなど他のジャンルを兼ねた作品は既に存在した）。現在ボーイズラブ作品は、ボーイズラブ専門の媒体と、少女小説の媒体の両者から発表されている。
1999年（平成11年）ごろから、少女小説出身の小説家の経歴が注目されるようになり、2001年（平成13年）、2002年（平成14年）とコバルト文庫からデビューした小説家（それぞれ唯川恵、村山由佳）が直木賞を受賞すると一躍話題となった。しかし、少女小説を引退した元少女小説家が書いた一般文芸の小説が評価されたのであり、少女小説がそのまま一般文芸として評価されたのではない。その後、少女小説と一般文芸作品を並行して発表する作家が出てきたが、作家や出版社自身もライトノベルと自認する内容を、販売戦略として一般文芸書として刊行することが流行したにすぎない。
少女小説は1980年代から一部の男性層にも広まっていたが、今野緒雪「マリア様がみてる」は絶大な男性支持を得、近年は少年向けレーベルからもたびたび少女小説的なものが刊行されるようになった。たとえば、少年向けレーベルから発売された桜庭一樹「砂糖菓子の弾丸は撃ちぬけない」は少女小説のような世界に児童虐待・身体障害という重いテーマを持ち込んだ内容で、話題を呼んだ。
全盛期に比べて各レーベルの出版数は減少しているが、少女小説の傾向を継いだジャンルとして、ケータイ小説、ティーンズラブ小説、ライト文芸が生まれた。ケータイ小説であるならばそれぞれ小説投稿サイトの名を冠した魔法のiらんど文庫や野いちご文庫、ティーンズラブ小説であるならば草分けといえるティアラ文庫、ライト文芸ならばコバルト文庫の派生レーベルの集英社オレンジ文庫などがある。少女小説からの、オンライン小説や官能小説や一般文芸への細分化とみられる。

## 主な発表媒体
少女小説とは、その内容よりも、発表媒体を示す言葉である。具体的には、少女向けの雑誌と少女向けの文庫が挙げられる。
最近では文庫よりも版形の大きい単行本でも多く見受けられ、特にオンライン小説からの書籍化にこの版形である傾向が強い。

### 文庫
集英社
コバルト文庫（1976年発刊。2019年から電子書籍のみに移行した）
コバルト文庫ピンキーシリーズ（1992年発刊 - 1998年終刊）
講談社
X文庫ティーンズハート（1987年発刊 - 2006年終刊）
X文庫ホワイトハート（1991年発刊）
勁文社
ケイブンシャ文庫コスモティーンズ（1988年発刊 - 1989年終刊）
MOE出版
MOE文庫スイートハート（1989年発刊 - 1991年終刊）
双葉社
いちご文庫ティーンズ・メイト（1989年発刊 - 1990年終刊）
学習研究社
レモン文庫（1989年発刊 - 1996年終刊）
もえぎ文庫ピュアリー（2007年発刊 - 2010年終刊）
徳間書店
徳間文庫パステルシリーズ（1989年発刊 - 1991年終刊）
朝日ソノラマ
パンプキン文庫（1990年発刊 - 同年終刊）
小学館
パレット文庫（1991年発刊 - 2007年終刊）
キャンバス文庫（1993年発刊 - 2005年終刊）
ルルル文庫（2007年発刊 - 2019年終刊）
ポプラ社
MIT文庫（1993年発刊 - 1995年終刊）
新書館
ウィングス文庫（1998年発刊）
KADOKAWA（角川書店）
角川ティーンズルビー文庫（1999年発刊- 2001年終刊）
角川ビーンズ文庫（2001年発刊）
KADOKAWA（エンターブレイン）
ビーズログ文庫（2006年発刊）
ビーズログ文庫アリス（2015年発刊 - 2019年終刊）
フロンティアワークス
フィリア文庫（2007年発刊 - 2014年終刊。オリジナル作品を扱い始めたのは2012年から。それまではノベライズレーベル）
一迅社
一迅社文庫アイリス（2008年発刊）
三笠書房
f-Clan文庫（2011年発刊 - 2012年終刊）

### 単行本
集英社
コバルト・ブックス（1965年発刊 - 1976年終刊）
新書館
ウィングス・ノヴェルス（1990年発刊 - 2001年終刊）
ウィングス・ノヴェル（2015年発刊 - 2018年終刊）
イースト・プレス
レガロシリーズ（2007年発刊 - 2018年終刊）
アルファポリス
- レジーナブックス（2010年発刊）

フロンティアワークス
アリアンローズ（2013年発刊）
新紀元社
ネオスブックス ブロッサムサイド（2013年発刊 - 2014年終刊）
一迅社
アイリスNEO（2015年発刊）
双葉社
Mノベルスf（2019年発刊）
オーバーラップ
オーバーラップノベルスf（2020年発刊）
スターツ出版
ベリーズファンタジー（2020年発刊）
講談社
Kラノベブックスf（2021年発刊）

### 雑誌
金港堂書籍（太洋社）
少女界（1902年創刊 - 終刊時期不明）
博文館
少女世界（1906年創刊 - 1931年終刊）
実業之日本社
少女の友（1908年創刊 - 1961年終刊）
國學院大學出版部
姉妹（1909年創刊 - 終刊時期不明）
女子文壇社
少女（1909年創刊 - 終刊時期不明）
お伽世界（創刊時期不明 - 終刊時期不明）
東京社（新泉社、少女画報社）
少女画報（1912年創刊 - 1942年終刊）
時事新報社
少女（1913年創刊 - 1924年終刊）
婦人之友社
新少女（1915年創刊 - 1919年終刊）
小学新報社
少女号（1916年創刊 - 1928年終刊）
研究社
小学少女（1919年創刊 - 1928年終刊）
日本飛行研究会正光社
少女の花（1922年創刊 - 1925年終刊）
講談社
少女倶楽部（1923年創刊 - 1946年終刊）
少女クラブ（1946年創刊 - 1962年終刊）
成海堂
少女の国（1926年創刊 - 終刊時期不明）
ひまわり社
ひまわり（1947年創刊 - 1952年終刊）
光文社
少女（1949年創刊 - 1963年終刊）
小学館
女学生の友（1950年創刊 - 1977年終刊）
ジュニア文芸（1967年創刊 - 1971年終刊）
Palette（1988年創刊 - 1993年終刊）
偕成社
少女サロン（1950年創刊 - 1955年終刊）
集英社
少女ブック（1951年創刊 - 1963年終刊）
小説ジュニア（1967年創刊 - 1982年終刊）
Cobalt（1982年創刊 - 2016年終刊）
新書館
小説Wings（1988年創刊）
KADOKAWA（角川書店）
The Beans（2002年創刊 - 2012年終刊。プレミアム・ザ・ビーンズを含む）

## 少女小説の再評価
少女小説という名称は、少女向けの雑誌・文庫に発表された作品に対し、文学的な価値の低いものとして、差別的なニュアンスを込めて用いられてきた。しかし少女趣味の地位が向上してからは、発表媒体とは無関係に、また国外の作品に対しても、少女小説という名称を肯定的に用いるようになっている。
この場合、少女小説と呼ばれるものには以下のようなものがある。
- 特に少女に向けて書かれた小説
- 主人公の少女の成長を描いた小説
- 文体が少女の一人称による小説
- 少女趣味の世界観を持つ小説

### 再評価の歴史
少女小説の再評価の歴史は、少女趣味の地位の向上の歴史に等しく、少女小説作品の人気や売り上げとは直接に関係がない。
1980年前後、ウーマン・リブの日本への流入、女性の社会進出、自立やキャリア志向が注目され、世の中において「女性」という表象の存在が大きくなっていった。それは学問においてはフェミニズム、メディアにおいては雑誌『クロワッサン』『MORE』の創刊などに現れる。
1980年代にはサブカルチャーブームが到来、ブームに乗った雑誌『Olive』が少女趣味の世界観を標榜すると、1980年代後半には、少女趣味なるもの（少女文化）が一つの文化（当時は一サブカルチャー）として確たる市民権を獲得した。この頃から、少女文化を共有する小説、少女趣味的な小説として少女小説という言葉が用いられている。
バブル景気の崩壊した1990年代半ば以降、少女文化は他の文化の例に漏れず分化・多極化したが、その中でも「乙女系」「ガーリィ」と呼ばれる趣味が2000年前後より台頭し、かつての少女小説の花形である吉屋信子、中原淳一を愛好した。また同時期、少女小説出身の小説家が一般文芸で成功する例が増え、現代の少女小説に対するイメージが向上した。これらの事情により、少女向けの雑誌・文庫に発表された作品としての少女小説そのものが、好意的に評価されるようになった。

### 海外の少女小説
少女小説のイメージ向上から、国内の作品に限らず、海外の作品に対しても少女小説という呼称が使われている。主に対象とされるのは、19世紀後半から20世紀初頭に北米で好んで読まれた、少女が前向きに生きるという内容の児童文学（「あしながおじさん」「少女ポリアンナ」「赤毛のアン」「若草物語」「小公女」）などである。

## 少女小説家
少女小説を執筆する作家を少女小説家（しょうじょしょうせつか）と呼び習わすようになったのは氷室冴子であると言われる。
やがて広く使われるようになったが、津原やすみ（津原泰水）は後年、少女小説家と呼ばれることに対して「名乗ったことはない」と否定的に発言している。

## 少女小説から一般文芸へ執筆の場を移した作家
少女小説から一般文芸へと執筆の場を移した作家は少なくないが、かつては下積みと看做され、公にされることは少なかった。
その状況が変わったのは1999年頃である。一般文芸において活躍する作家の経歴として、少女小説が注目されるようになった。
とりわけ、2001年上半期（山本文緒）、2002年上半期（唯川恵）と、コバルト文庫からデビューした小説家が直木賞を受賞したことで話題となった。
しかし、そのような作家が過去に執筆した少女小説そのものが一般文芸として評価されることは少ない。
小野不由美『十二国記』や壁井ユカコ『エンドロールまであと、』、山本文緒の各作品は少女小説として発表された作品が一般文芸として再刊されているが、これは例外的なものといえる。
小野不由美『悪霊シリーズ』や津原泰水（津原やすみ）『ルピナス探偵団シリーズ』は、大幅な改稿を経て一般文芸として刊行されている。
一般文芸の新人賞から再デビューを果たした作家に、桐野夏生（野原野枝実）（1993年江戸川乱歩賞受賞）や岩井志麻子（竹内志麻子）（1999年日本ホラー小説大賞受賞）、新人賞を経ずに一般文芸に移行した作家には、藤本ひとみや津原泰水（津原やすみ）がいる。
小野不由美は1993年、日本ファンタジーノベル大賞の最終候補に残ったことで一般文芸へと執筆の場を広げたが、以降も並行して2001年まで少女小説レーベルでの執筆を続けた。